# Ministero della difesa (Bielorussia)
Il ministero della difesa (in bielorusso Мiнiстэрства абароны Рэспублікі Беларусь?) è un ministero del governo della Bielorussia che è incaricato di rafforzare e mantenere le forze armate della Bielorussia.
La formazione del ministero iniziò nel marzo 1992, dopo gli eventi del 1991 in cui l'Unione Sovietica si era di fatto dissolta. Il ministero è stato formato sulla base dell'ex quartier generale del distretto militare bielorusso dell'esercito sovietico. Sette ufficiali hanno servito come ministro della difesa della Bielorussia: Petr Chaus, Pavel Kozlovskii, Anatoly Kostenko, Leonid Maltsev (1995–96), il colonnello generale Alexander Chumakov, (1996–2001), Yuriy Zhadobin (2009–2014), Andrej Raŭkoŭ (2014–2020) e Viktor Khrenin (2020–oggi).
Il Ministero fa parte del Consiglio di Sicurezza della Bielorussia, riunione interdipartimentale con il mandato di garantire la sicurezza dello Stato. Il presidente, attualmente Aljaksandr Lukašėnka, nomina il ministro della Difesa, nonché i capi delle forze armate. Questi quattro incaricati si incontrano ogni due mesi con il Segretario del Consiglio di Sicurezza. Le decisioni del Consiglio di Sicurezza sono approvate a maggioranza qualificata dei presenti. Dal 2020, la carica di ministro della Difesa è ricoperta dal maggiore generale Viktor Khrenin.
Il budget del ministero della Difesa nel maggio 2018 era di 560 milioni di euro. Un'altra fonte ha affermato che il bilancio militare era fissato a circa l'1% del PIL.
Dal 2022, il Ministero della Difesa della Repubblica di Bielorussia è soggetto alle sanzioni dell’Unione Europea, degli Stati Uniti, della Svizzera, dell’Ucraina e del Giappone.

## Struttura

### Autorità Militari
I seguenti dipartimenti sono sotto il controllo del ministero della Difesa:
- Elementi di supporto centrale
  - Ufficio del Ministro della Difesa
  - Vice Ministri
- Stato Maggiore Generale delle Forze Armate
  - Direzione Operativa Principale
  - Direzione principale dell'intelligence
  - Direzione principale della mobilitazione organizzativa
  - Direzione principale dell'ideologia
  - Direzione politica principale
  - Dipartimento di Analisi dell'Informazione
  - Dipartimento delle Comunicazioni
  - Dipartimento di Difesa del Territorio
  - Dipartimento delle forze missilistiche e dell'artiglieria
  - Dipartimento delle Finanze
- Logistica
  - Gestione alimentare
  - Gestione dell'abbigliamento
  - Amministrazione medica militare
    - 432° Centro medico clinico militare principale
    - 592° Centro medico clinico militare
    - 1134° Centro medico clinico militare
    - 23° Centro Sanitario ed Epidemiologico
    - 222° Centro Medico dell'Aeronautica Militare e delle Forze di Difesa Aerea
    - 223° Centro di medicina aeronautica dell'Aeronautica Militare e delle Forze di Difesa Aerea
    - 2335a Base di stoccaggio per attrezzature mediche e proprietà

  - Gestione degli alloggi
- Altri elementi
  - Comitato Sportivo delle Forze Armate
  - Dipartimento economico e finanziario generale
  - Dipartimento legale
  - Archivi centrali
  - Centro di addestramento per cani (Kolodishchi)

### Istituzioni educative militari
- Accademia Militare della Bielorussia
- Scuola militare Suvorov di Minsk
- Istituto dei servizi della guardia di frontiera della Bielorussia
- Università statale bielorussa
- Università statale bielorussa di informatica e radio elettronica
- Università tecnica nazionale bielorussa
- Università medica statale della Bielorussia
- Università statale di Grodno
- Università statale dei trasporti bielorussa
- Accademia statale bielorussa dell'aviazione